# Diplectrona clara
Diplectrona clara là một loài Trichoptera trong họ Hydropsychidae. Chúng phân bố ở miền Cổ bắc.